# Notti brave amarcord
| Recensione | Giudizio |
| ---------- | -------- |
| Rockol     | 7/10     |

Notti brave amarcord è il quarto album in studio del cantautore italiano Carl Brave, pubblicato il 25 aprile 2025 dall'etichetta Warner Music Italy.

## Antefatti e descrizione
L'album è stato pubblicato a due anni di distanza dal precedente Migrazione ed è il primo disco pubblicato dall'artista in seguito al suo cambio di etichetta (dalla Columbia Records e Universal Music Italia alla Warner Music Italy). Il disco tratta le tematiche biografiche del cantautore, tra cui la vita nella città di Roma, dove rivive le sue origini.
Il progetto, annunciato a sorpresa il 15 aprile 2025, si compone di tredici tracce senza featuring, scritte e composte dallo stesso cantautore con la collaborazione di autori e produttori, tra cui Luca Morgia. Il 24 aprile, il giorno prima dell'uscita del disco, il cantautore ha confermato a sorpresa la collaborazione con la cantautrice Sarah Toscano nel singolo Perfect, aggiunto come traccia bonus della riedizione digitale del disco.

## Promozione

### Album
Il 24 aprile 2025, il giorno prima dell'uscita del disco, il disco è stato promosso dallo stesso cantautore con un concerto e il firma copie presso la Terrazza del Pincio a Roma.

### Singoli
Il primo singolo estratto dall'album, Morto a galla, è stato pubblicato il 28 marzo 2025.
Il 25 aprile 2025, in concomitanza all'uscita dell'album, è uscito il singolo inserito nella riedizione digitale, Perfect in collaborazione con Sarah Toscano. Il giorno precedente hanno svelato un pezzo del brano attraverso i loro profili social e hanno eseguito in anteprima e presentato il brano presso la Terrazza del Pincio a Roma, durante il concerto e il firma copie del disco.

### Tour
Per promuovere il disco, il cantautore è stato impegnata in tour che lo ha visto esibirsi in vari festival musicali e nei club italiani ed europei, attraverso la tournée Notti brave amarcord tour, svoltasi per otto date dal 16 ottobre al 27 novembre 2025 da Napoli a Roma e prodotte da OTR Live.

## Tracce
Testi e musiche di Carlo Luigi Coraggio.
1. Il primo Take – 3:42
2. Morto a galla – 3:03
3. Isola Tiberina – 2:34
4. Bar S. Calisto – 2:34
5. Mayday – 3:04
6. Paure – 3:04
7. Flash – 2:37
8. Ciobar – 3:04
9. Respirare nel buio – 3:32
10. Offline – 2:44
11. Ragnatela – 2:05
12. Amarcord – 2:39
13. Outro – 2:30

Traccia bonus della riedizione digitale
1. Perfect (feat. Sarah Toscano) – 3:13 (testo: Carlo Luigi Coraggio, Sarah Toscano – musica: Carlo Luigi Coraggio)

## Classifiche
| Classifica (2025) | Posizione massima |
| ----------------- | ----------------- |
| Italia            | 28                |